# ボイス・フロム・ザ・ダークネス
『ボイス・フロム・ザ・ダークネス』（原題:Voice from the Stone）は2017年のアメリカ合衆国・イタリアのスリラー映画。監督はエリック・D・ハウエル、主演はエミリア・クラークが務めた。
本作は日本国内で劇場公開されなかったが、2018年8月3日にDVDが発売された。

## ストーリー
第二次世界大戦後のイタリア。母親（マルヴィーナ）を亡くしてからというもの、ジェイコブは一言も口を利かなくなってしまった。父親のクラウスはそんな息子を心配し、世話係（ヴェレーナ）を雇うことにしたが、状況が好転する気配は一向に見えなかった。そんなある日、ヴェレーナはジェイコブが自室の石壁に耳をくっつけているのを目撃した。実は、マルヴィーナは1000年以上もの長きにわたって採石場を経営してきた一族の出であり、石とは深い因縁があった。ジェイコブは石を媒介にして亡き母の魂とやり取りしようとしていたのである。
当初、ヴェレーナはジェイコブが悲しみのあまり幻聴を聞くようになったのだと解釈していた。しかし、石の持つ謎の力は徐々にヴェレーナにも作用し始め、狂気の世界へと引きずり込むのだった。

## キャスト
- ヴェレーナ：エミリア・クラーク
- クラウス・リヴィ：マートン・チョーカシュ
- マルヴィーナ・リヴィ：カテリーナ・ムリーノ
- アレッシオ：レモ・ジローネ
- リリア：リサ・ガストーニ
- ジェイコブ・リヴィ：エドワード・ジョージ・ドリング

## 製作・音楽
2011年5月18日、マギー・ジレンホールが本作に出演することになったと報じられたが、結局、彼女が出演することはなかった。2014年6月16日、エミリア・クラークの起用が発表された。11月3日、マートン・チョーカシュがキャスト入りした。同月、本作の主要撮影が2014年11月にイタリアで始まった。2017年4月28日、本作のサウンドトラックが発売された。

## 公開・マーケティング
2015年2月9日、本作の劇中写真が初めて公開された。2016年11月4日、モメンタム・ピクチャーズが本作の北米配給権を購入したと報じられた。2017年3月15日、本作のオフィシャル・トレイラーが公開された。

## 評価
本作に対する批評家の評価は伸び悩んでいる。映画批評集積サイトのRotten Tomatoesには26件のレビューがあり、批評家支持率は38%、平均点は10点満点で5.5点となっている。サイト側による批評家の見解の要約は「『ボイス・フロム・ザ・ダークネス』はスリラー映画として製作されたはずだが、背筋をゾクゾクとさせるような要素がほとんどない。そのため、時折見られる好演も輝きを失っている。」となっている。また、Metacriticには7件のレビューがあり、加重平均値は42/100となっている。